# Denariusa australis
Denariusa australis là danh pháp khoa học của một loài cá nước ngọt trong họ Ambassidae, loài duy nhất đã biết của chi Denariusa. Tên gọi trong tiếng Anh của nó là Pennyfish. Nó là loài bản địa Australia và Papua New Guinea.

## Từ nguyên
Denariusa: Từ tiếng Latinh denarius = đồng xu bạc.

## Đặc điểm
Loài cá này có thể đạt chiều dài tối đa 4,5 xentimét (2 in). Vây lưng: Tia gai 8, tia mềm 9-10. Vây hậu môn: Tia gai 3, tia mềm 7 - 9.

## Môi trường sống
Môi trường sống của nó là các con suối nhỏ nước chảy chậm hay đầm lầy nhiều thực vật thủy sinh. Chịu được nhiệt độ trong khoảng từ 25 °C đến 38 °C và khoảng pH 4,5-8,1. Thức ăn của nó là côn trùng thủy sinh và động vật giáp xác nhỏ. Là loài cá nhỏ nhất trong họ Ambassidae ở Australia, với tuổi thọ khoảng 2-3 năm. Thuần thục sinh dục đạt được vào khoảng 1 năm tuổi và sinh sản được ghi nhận là diễn ra trong mùa mưa trong các đầm phá lầy lụt.